# Castellana Grotte
Castellana Grotte és un municipi al territori de la Ciutat metropolitana de Bari (regió de la Pulla, Itàlia).
Té una població de 19.045 habitants i limita amb els municipis d'Alberobello (12 km), Conversano (9 km), Monopoli (14 km), Noci (10 km), Polignano a Mare (14 km) i Putignano (3 km).

## Galeria

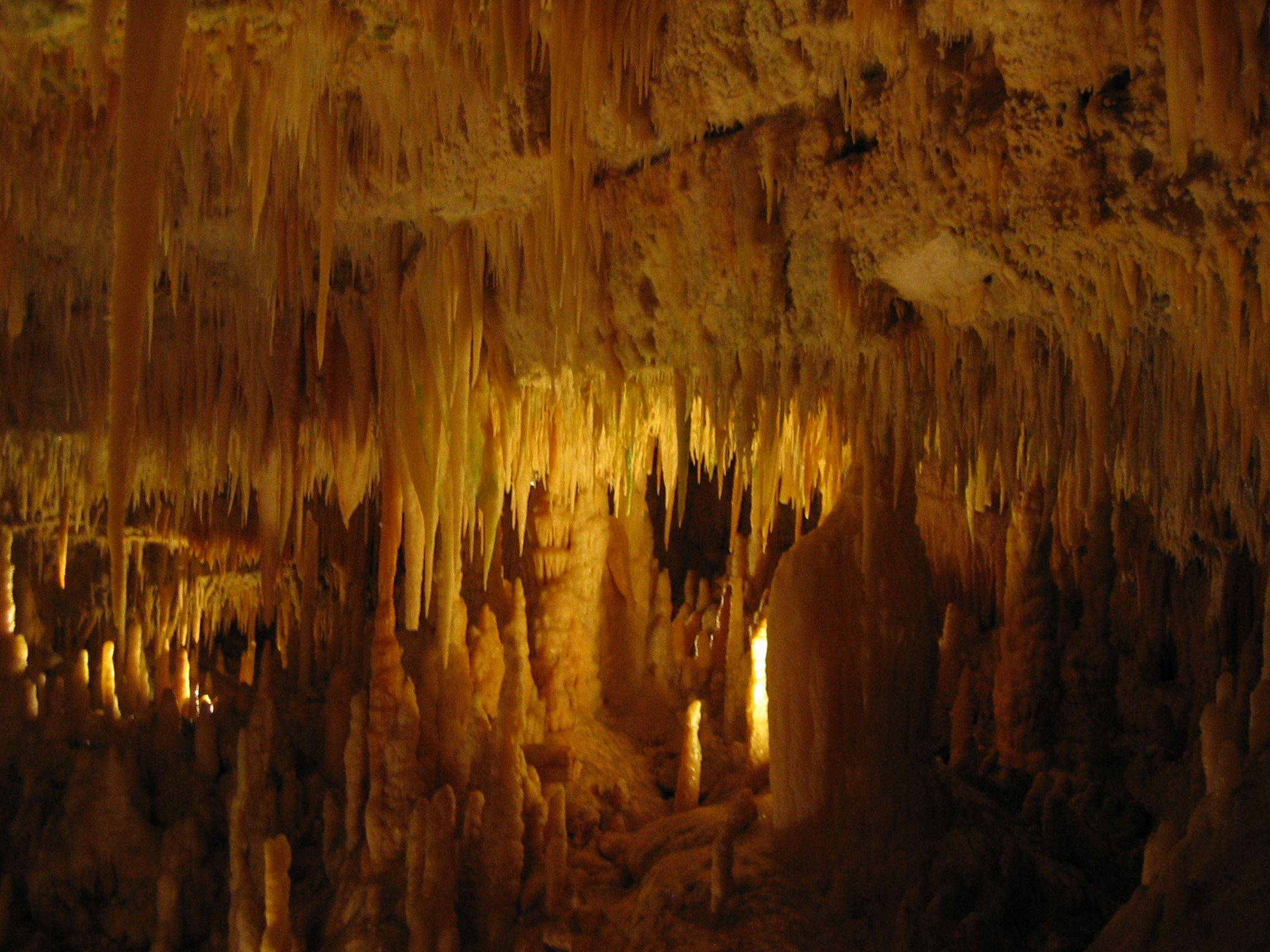
Vista de la cova de Castellana
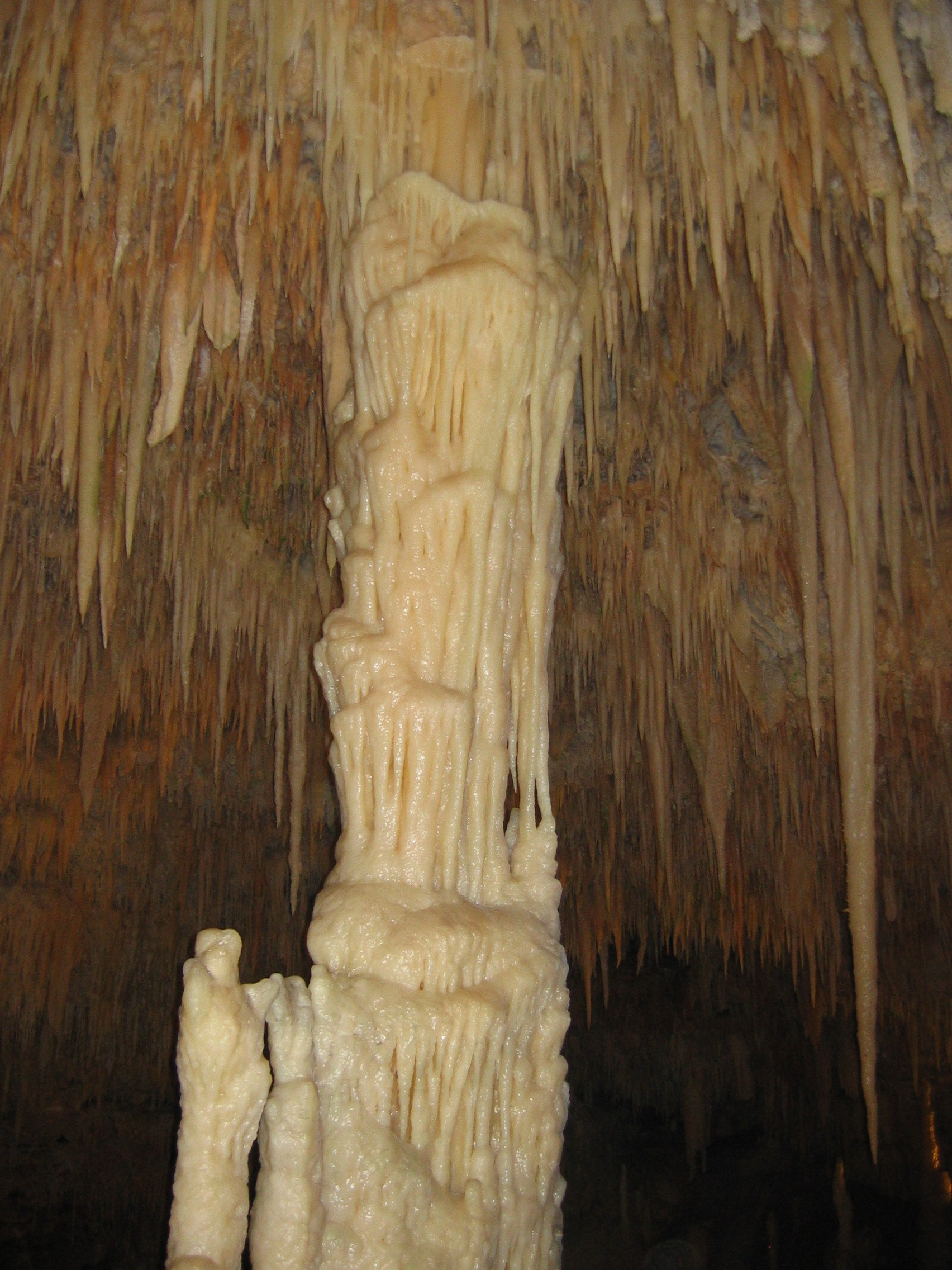
Estalactita central